# Торське (Лиманська міська громада)
То́рське — село в Україні, в Лиманській міській територіальній громаді Донецької області. У селі мешкає 1653 особи. Стара назва села — Торена Шипилівка.

## Історія

### Заснування села
Першим перевіреним документальним свідченням про існування Торського є план, що зберігається в архіві РГАДА та який було створено 23 червня 1813 року губернським землеупорядником секретарем Левицьким. В ньому є згадка про початкове межування:
|  | План Слободско Украинской Губернии Купинскаго Уезда деревни Торской с принадлежащими к ней всеми Землями которая вовладении Состоит однодворцов Межевание учиненнаго в 1767-м году Землемером капитаном Басиными, а вновь Снимал 1813-го года Июня 23 дня Землемер Губернский Секретар Левицкий. |

Село Торське було населене російськими однодвірцями. Згідно з щоденником подорожі академіка Гільденштедта по Слобідсько-українській губернії (1774), однодвірці були переселені зі Слов'янська (Тора) в слободу Сухареву: «вони оселилися в слободі і заснували собі хутори в нижній течії річки Жеребця».
Потім однодворці Сухарєвої заснували «торські» хутори за верхньою течією річки Жеребця.

### Подальша історія
У 1787 році з ініціативи князя Г. О. Потьомкіна в південних губерніях Російської імперії було створено Катеринославське козацьке військо, до якого увійшли і однодвірці села Торського, що перетворилося в «станицю». Однак, вже в 1798 році торці, сухарівці та ямполовці знову повернулися в стан однодвірців. У 1802 році відбулося переселення частини жителів села Торського на кавказьку лінію (в станицю Ладозьку). Переселенцями стали частини наступних сімей: Дятлови, Іголкіни, Тиріни, Смородіни, Мальцови, Тимохіни, Мерсалови, Парфьонови, Хохліни, Дуравкіни, Солоділови, Голощапови, Малихіни, Шилови, Фоміни.
У зв'язку з великою кількістю орної землі на початку XIX століття в Торське переселялися однодвірці зі слободи Олешня Лебединського повіту (у 1805 році) і села Введенка Зміївського повіту (у 1807 році). Поряд з переселенням, викликаним великою кількістю орної землі, в 1805—1811 роках серед однодвірців поширилася «духоборча єресь», і частина жителів була переведена в Мелітопольський повіт Таврійської губернії.
У 1825 році частина казенних поселень (однодвірці та військові обивателі) південної частини Слобідсько-Української губернії була виділена урядом для військових поселень. Торське було визначене для поселення псковського 2-го лейб-драгунського полку. Згідно з переписом 1825 року, у селі було: чоловічої статі — 465 осіб; жіночої статі — 490 осіб, які проживали в 131 будинку, мали 5 садів, 157 коней, 101 пару волів, 358 «гулячої рогатої худоби», 754 вівці, 8 колодок бджіл, 254 свині, 1310 одиниць різної птиці. Необмолоченого хліба було 554 копиці, обмолоченого 285 четвертин, посіяного 631 чвертина. У власників перебували 3 вітряки.
У листопаді 1828 р., після зміни місць округів, село Торське опинилася в окрузі військового поселення Глухівського 6-ого драгунського полку (1 поселений ескадрон, 2 взвод). Після ліквідації військових поселень (1857 р.), всі жителі села Торського стали південними поселянами, а потім — державними селянами.

## Світлини

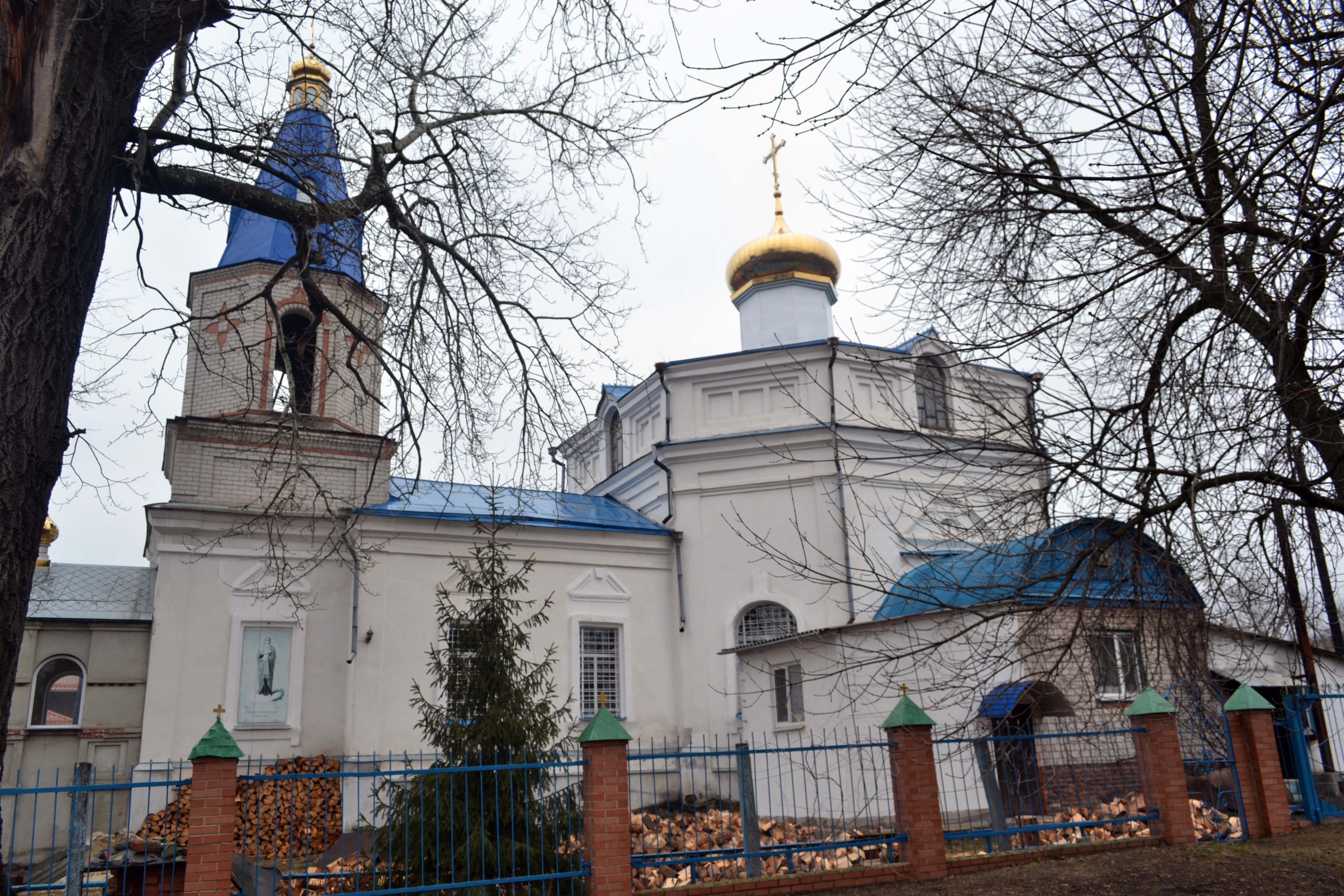
Храм села Торське
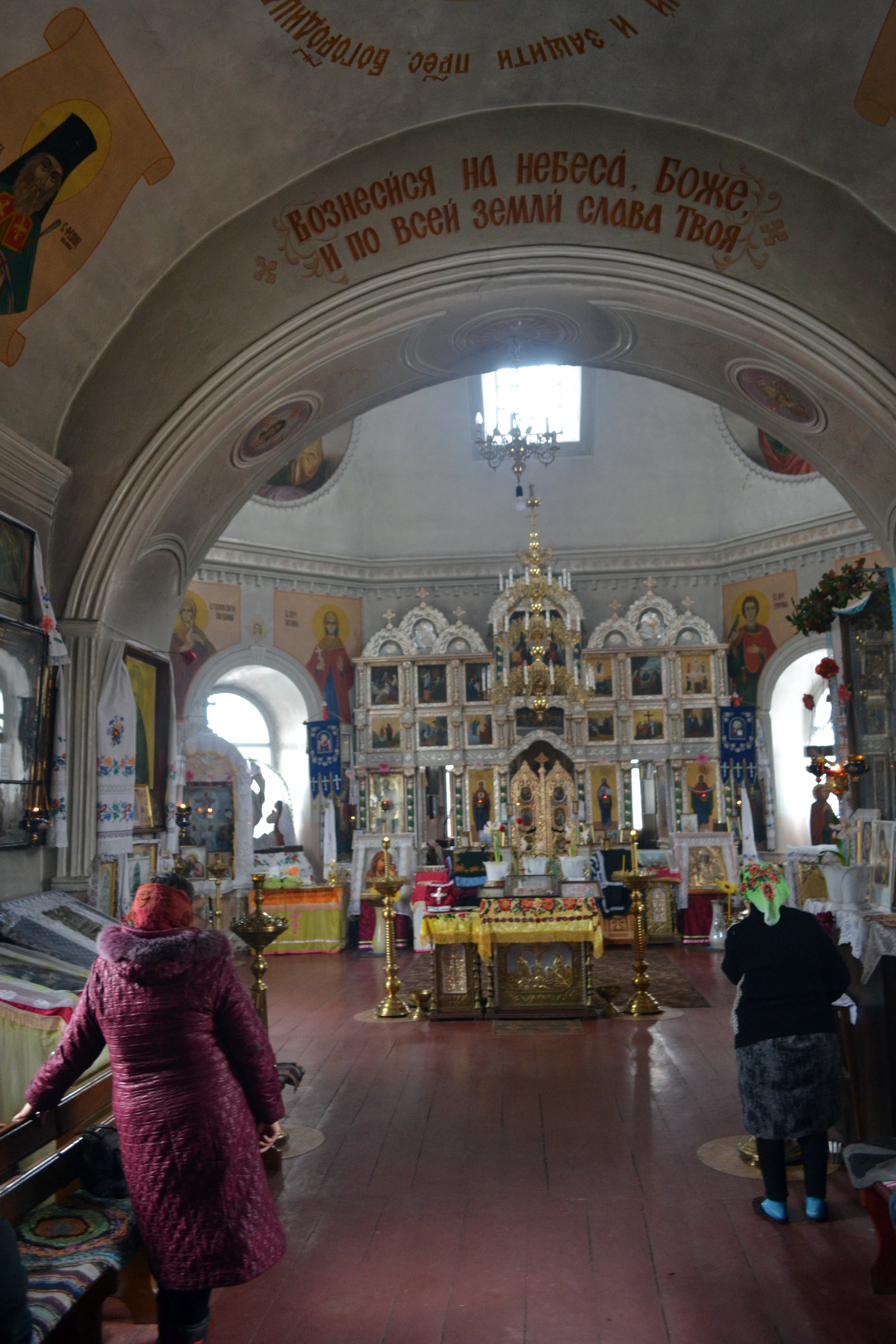
Храм села Торське
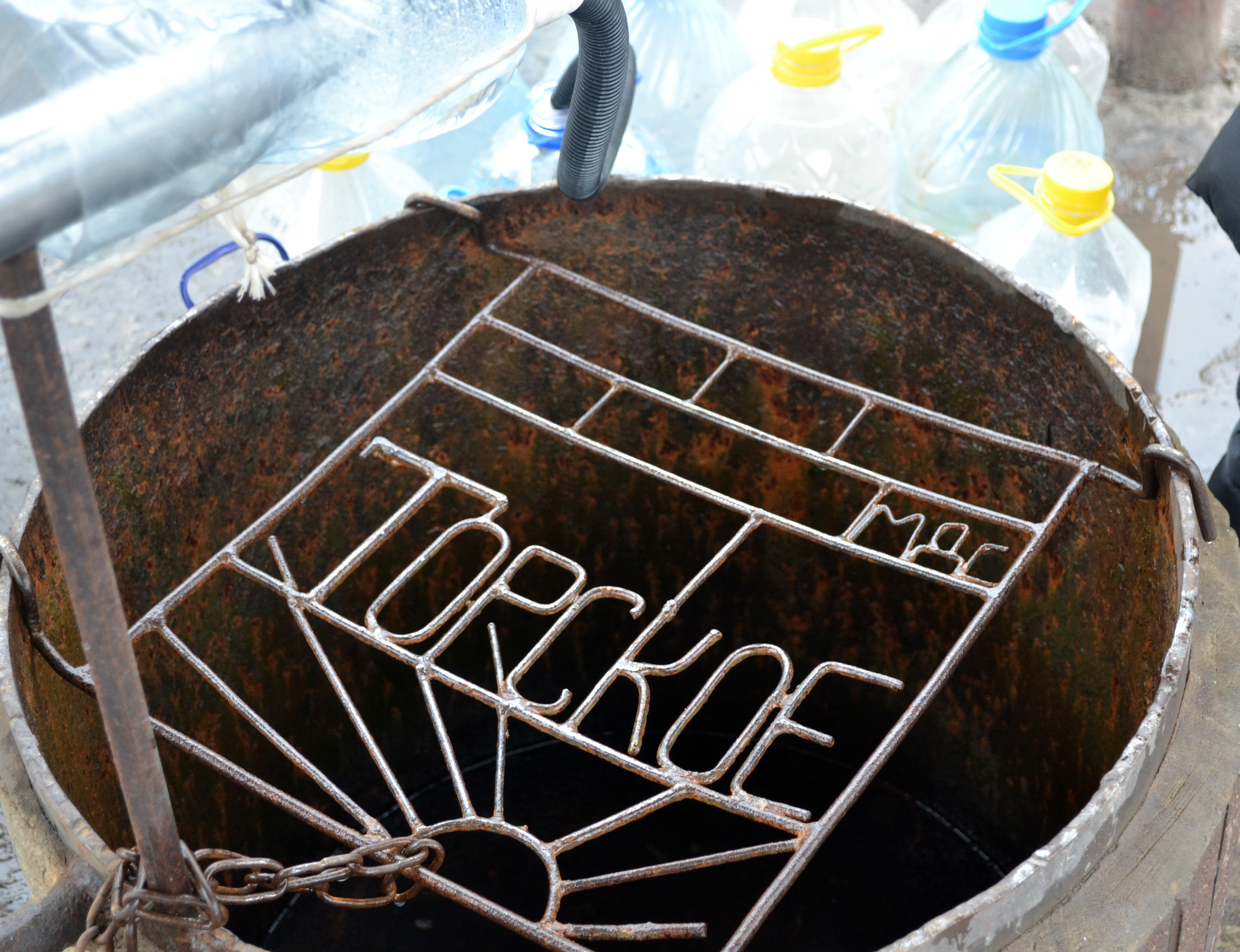
Джерело
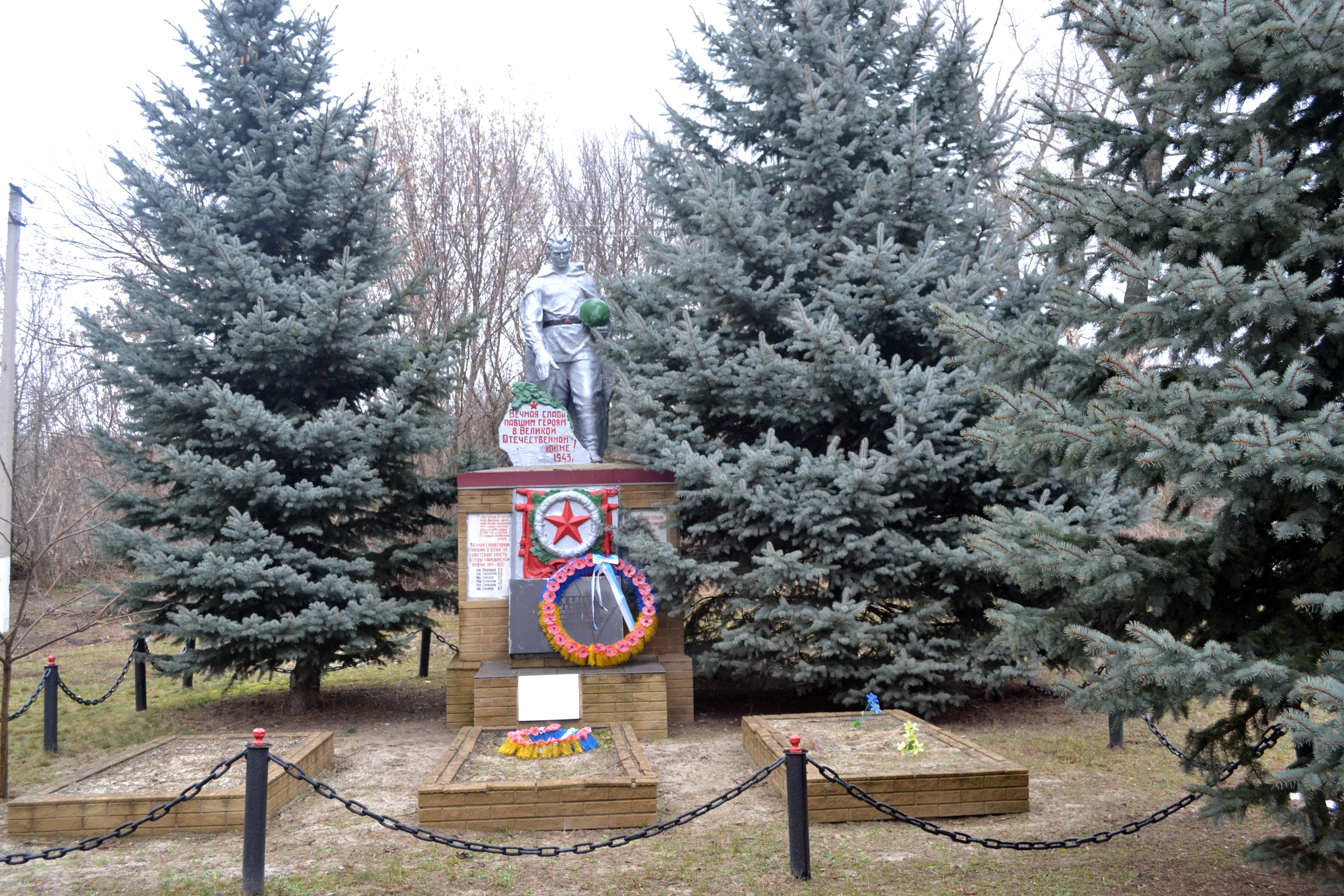
Поховання

## Постаті
- Бражник Володимир Анатолійович (1978—2014) — солдат Збройних сил України, учасник російсько-української війни, загинув під Іловайськом.
- Орлов Володимир Михайлович (1989 - 2022) - солдат Збройних сил України, учасник російсько-української війни, загинув під час виконання бойового завдання у с.Торське 20 жовтня 2022 року.
- Кучма Євгеній Васильович (1976 - 2024) - молодший сержант Збройних сил України, учасник російсько-української війни, загинув захищаючи незалежність, суверенітет і територіальну цілісність України у с.Торське 10 вересня 2024 року.

## Світлини

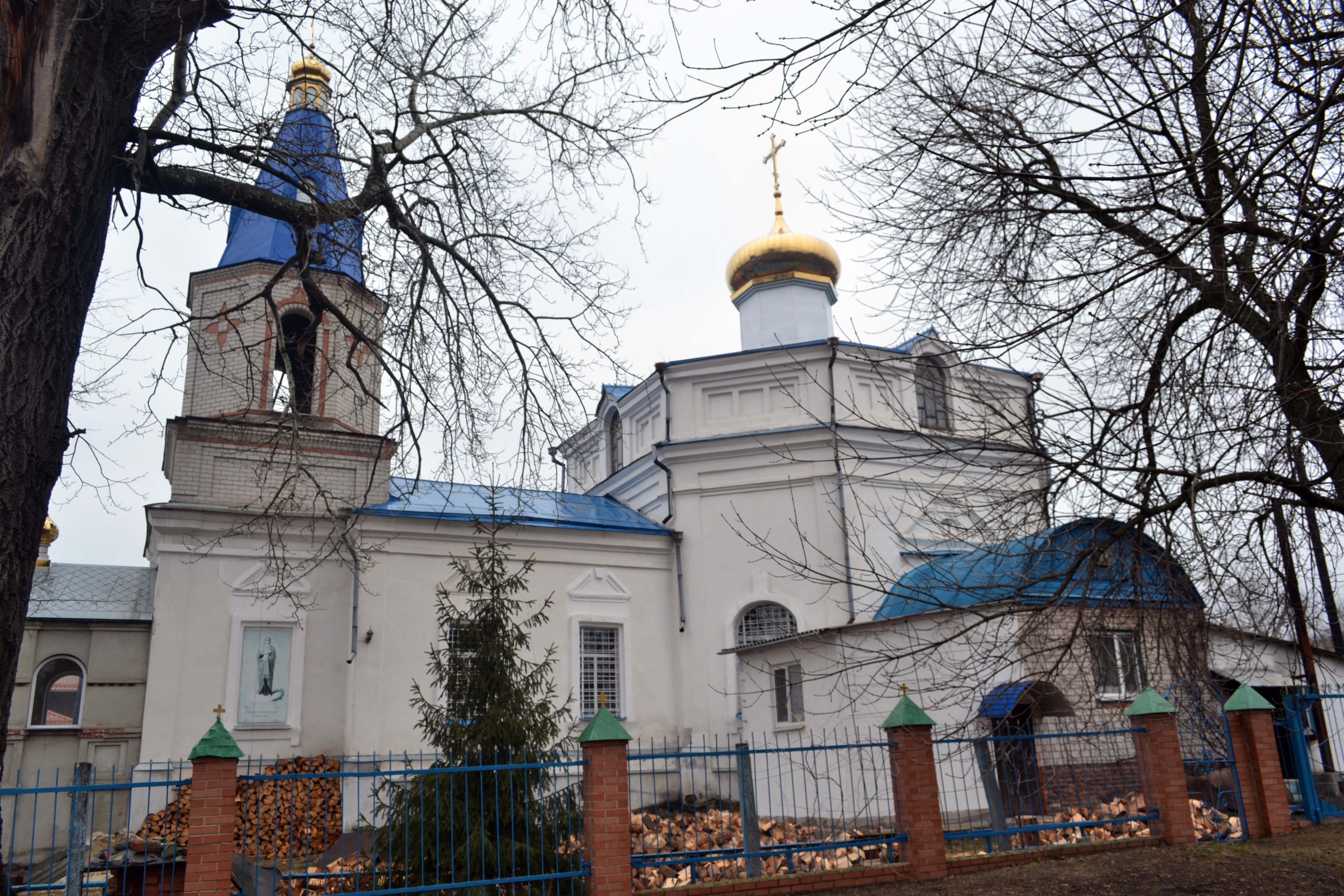
Храм села Торське
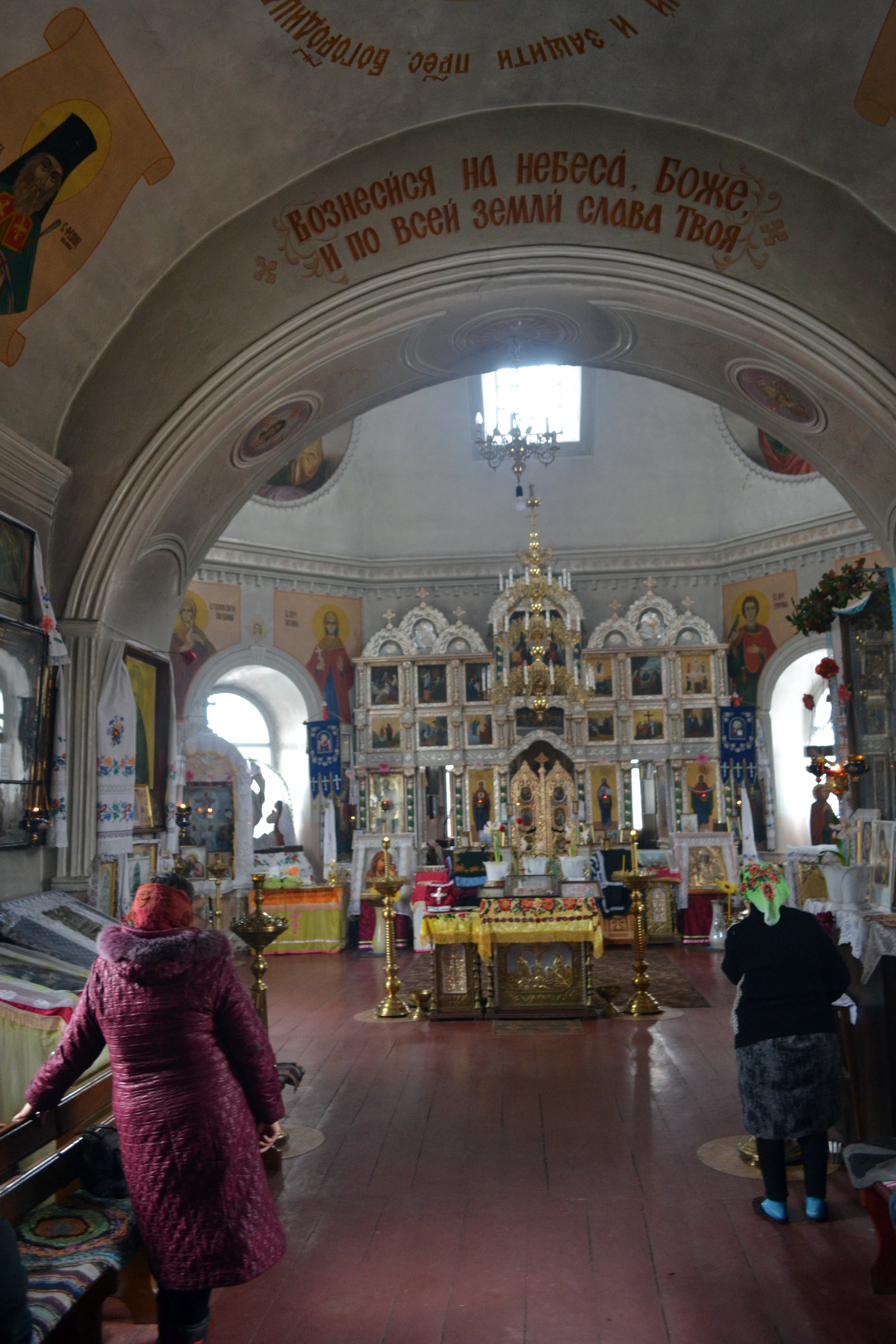
Храм села Торське
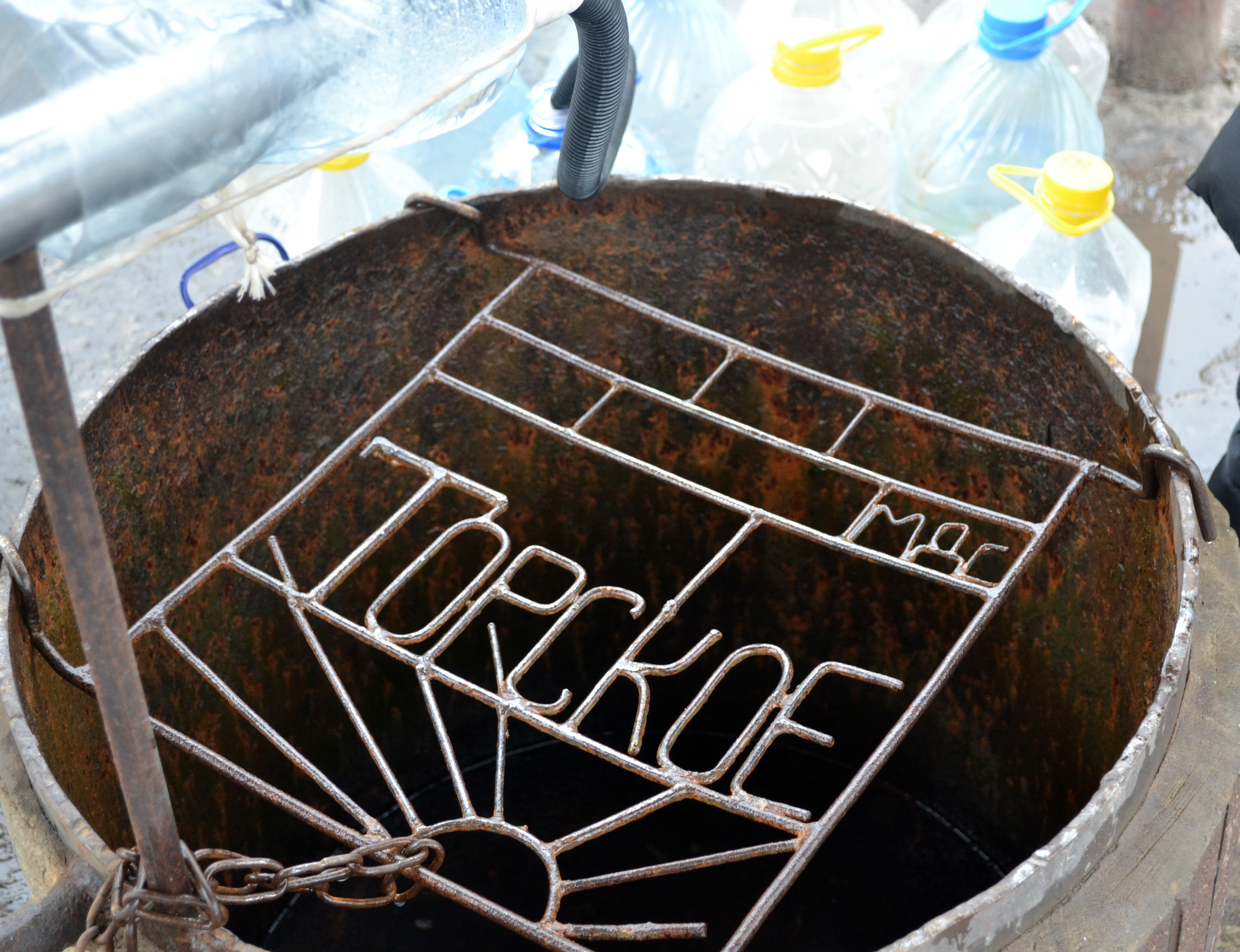
Храм села Торське
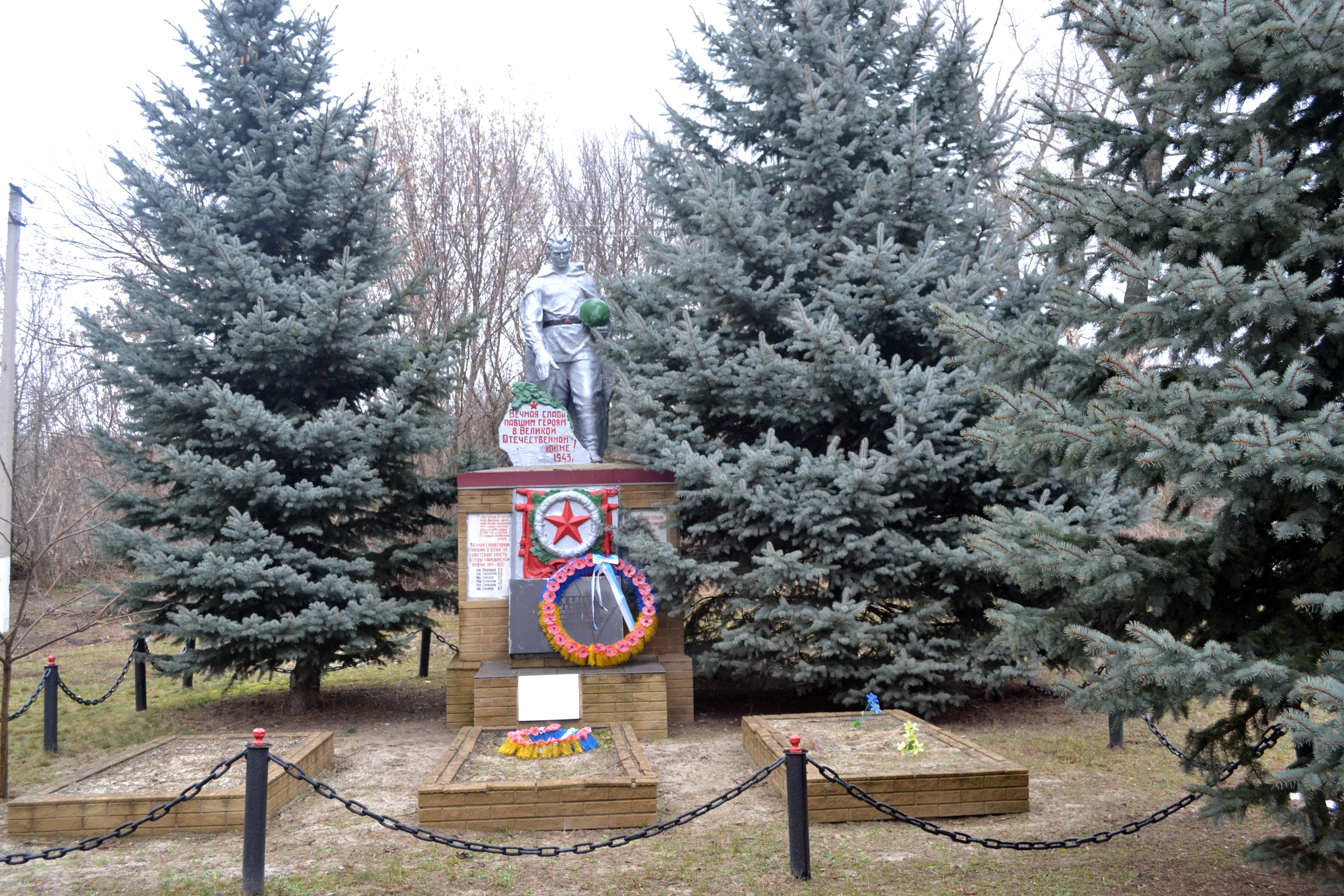
Храм села Торське